# Ian Thompson
Ian Reginald Thompson (Birkenhead, 16 ottobre 1949) è un ex maratoneta britannico.

## Palmarès
| Anno                                  | Manifestazione          | Sede         | Evento   | Risultato | Prestazione | Note              |
| ------------------------------------- | ----------------------- | ------------ | -------- | --------- | ----------- | ----------------- |
| In rappresentanza della Gran Bretagna |                         |              |          |           |             |                   |
| 1974                                  | Europei                 | Roma         | Maratona | Oro       | 2h13'19"    |                   |
| In rappresentanza dell' Inghilterra   |                         |              |          |           |             |                   |
| 1974                                  | Giochi del Commonwealth | Christchurch | Maratona | Oro       | 2h09'12"    | Record dei Giochi |

## Altre competizioni internazionali
1973
- Oro alla Maratona di Harlow ( Harlow) - 2h12'40"

1974
- Oro alla Maratona di Atene ( Atene) - 2h13'50"

1975
- Oro alla Korson Suurmaraton ( Vantaa) - 2h24'30"
- Bronzo alla Sierre-Zinal ( Zinal), 28 km - 2h49'40"

1976
- 22º alla Maratona di New York ( New York) - 2h26'26"
- Argento alla Maratona di Fukuoka ( Fukuoka) - 2h12'54"
- 7º alla Maratona di Rotherham ( Rotherham) - 2h19'07"

1977
- 13º alla Maratona di New York ( New York) - 2h17'46"
- 4º alla Maratona di Amsterdam ( Amsterdam) - 2h17'47"
- 44º alla Maratona di Fukuoka ( Fukuoka) - 2h33'41"
- Oro alla Polytechnic Marathon ( Windsor) - 2h14'32"

1978
- Argento alla Maratona di New York ( New York) - 2h14'12"
- Oro alla Maratona di Auckland ( Auckland) - 2h13'49"
- Oro alla Maratona di Oyarzun ( Oyarzun) - 2h21'00"
- Argento alla Bermuda Marathon ( Hamilton) - 2h21'48"
- 28º alla Maratona di Sandbach ( Sandbach) - 2h28'21"
- 5º alla Maratona di Tiberiade ( Tiberiade) - 2h19'50"

1979
- 4º alla Maratona di New York ( New York) - 2h13'43"
- 6º alla Maratona di Montréal ( Montréal) - 2h15'24"
- 8º alla Trevira Twosome ( New York), 10 miglia - 49'36"

1980
- 32º alla Maratona di Fukuoka ( Fukuoka) - 2h18'14"
- Bronzo alla Maratona di Stoccolma ( Stoccolma) - 2h19'25"
- 10º alla Maratona di Auckland ( Auckland) - 2h20'17"
- Oro alla Maratona di Rotherham ( Rotherham) - 2h18'59"
- Oro alla Maratona di Milton Keynes ( Milton Keynes) - 2h14'00"
- Oro alla Saint Pol-Morlaix Half Marathon ( Morlaix) - 1h06'46"

1981
- 7º alla Maratona di Tokyo ( Tokyo) - 2h14'39"
- Oro alla Maratona di Birmingham ( Birmingham) - 2h13'50"
- Oro alla Maratona di Ginevra ( Ginevra) - 2h17'18"
- Oro alla Duchy Marathon ( Redruth) - 2h27'53"
- 10º alla Roma-Ostia ( Roma)
- Oro alla Amatrice-Configno ( Amatrice) - 24'45"

1982
- 19º alla Maratona di Chicago ( Chicago) - 2h18'59"
- Oro alla Maratona di Parigi ( Parigi) - 2h14'07"
- Argento alla Maratona di Roma ( Roma) - 2h12'09"
- Argento alla Maratona di Ginevra ( Ginevra) - 2h15'28"
- 35º alla Stramilano ( Milano) - 1h07'18"

1983
- Bronzo alla Maratona di Parigi ( Parigi) - 2h17'14"
- 16º alla Maratona di Roma ( Roma) - 2h20'38"
- Oro alla Maratona di Bolton ( Bolton) - 2h18'09"
- Argento alla Maratona di Stoke-on-Trent ( Stoke-on-Trent) - 2h20'53"
- Oro alla Maratona di Istanbul ( Istanbul) - 2h32'35"

1984
- Oro alla Maratona di Manchester ( Manchester) - 2h16'08"
- 4º alla Maratona di Ginevra ( Ginevra) - 2h17'47"
- Oro alla Maratona di Stoke-on-Trent ( Stoke-on-Trent) - 2h20'54"
- Oro alla Antrim Marathon ( Antrim) - 2h23'00"
- Bronzo alla Maratona di Bolton ( Bolton) - 2h23'42"
- Oro alla Windermere Maraton ( Windermere) - 2h27'46"

1986
- Argento alla Maratona di Guernsey - 2h25'22"
- 7º alla Maratona di Bolton ( Bolton) - 2h31'42"

1987
- 41º alla Maratona di Londra ( Londra) - 2h18'57"
- Oro alla Maratona di Malta - 2h29'06"
- Bronzo alla Maratona di Sheffield ( Sheffield) - 2h29'09"

1989
- Oro alla Maratona di Leeds ( Leeds) - 2h26'39"